# كيث أوكس
كيث أوكس (بالإنجليزية: Keith Oakes)‏ هو لاعب كرة قدم بريطاني في مركز الدفاع، ولد في 3 يوليو 1956 في Bedworth ‏ في المملكة المتحدة. لعب مع نادي بوسطن يونايتد ونادي بيتربورو يونايتد ونادي غيلينغهام ونادي فولهام ونيوبورت كونتي.